# 大学の窓
『大学の窓』（だいがくのまど）は、かつて放送されていた放送大学学園の運営する放送大学の在学生や入学希望者を対象とした告知、広報番組である。テレビ放送はハイビジョン制作で、ラジオ放送はステレオ制作である。

## 概要
放送大学および放送大学大学院の学生を対象に、試験日程や学生インタビュー、学生活動案内、専任教員紹介、担当教員による授業科目案内など、大学からの告知や学習に役立つさまざまな情報を紹介・放送する番組である。また新入生募集期間には、学生募集案内などの広報活動も同番組内でおこなう。毎年、1月上旬は学長による新春メッセージ、3月は今年度で退任する人物を紹介している。
番組は1回15分間の放送で、毎日2〜3回放送される。番組内容は1週間ごとに更新され、放送大学の学生は同番組の視聴を大学側から勧められている。放送メディアとしてテレビとラジオにより放送される。かつてはテレビ・ラジオ放送ともほぼ同じ内容の別編集で制作されていたが、2016年度はテレビとラジオは別内容（テレビ版においては曜日によってさらに別内容。詳しくは後述）であるので注意が必要である。
ラジオは、放送大学唯一のステレオ放送で放送されているのが特徴である。またラジオでは本番組終了後、「お聴きの放送は放送大学学園のラジオ放送です」というアナウンスが流れている（地上波のみの時代はコールサインと局名告知だった）。
番組を担当する専属アナウンサーが配属されている。
2019年9月30日で放送を終了し、以降大学からの告知等は、BSキャンパスex（BS231ch）で放送中の「キャンパスガイド」内で行われる。

## 放送時間

### 2018年10月1日から
BS232ch（テレビ）と531ch（ラジオ）で同じ時間に放送されている。月曜・水曜・金曜・日曜のみに縮小。
- 7時30分〜7時45分
- 12時15分〜12時30分
- 22時15分〜22時30分

### 2018年9月30日まで
当番組は原則テレビ、ラジオとも毎日同じ時間に放送されていた。
- 12時45分〜13時00分
- 13時00分〜13時45分（3本分連続）※
- 19時45分〜20時00分
- 20時45分〜21時30分（3本分連続）※
- 23時00分〜23時15分（テレビのみ。2011年10月からこれまでの23時45分〜24時00分だった時間帯から移動）
- 23時45分〜24時00分（ラジオのみ[1]）

※印はデジタルテレビジョン放送のマルチ編成（地上デジタル123chおよびBSデジタル233ch）のみ放送。この時間帯では随時、放送大学イメージソングと大学学歌が編成されることもある。
※BS放送に一本化される2018年10月以降は、テレビ放送では、232chのみでの放送となる。

### テレビ版
- 金・日・火・木：大学の窓
- 土・月・水：大学の窓 〜授業科目案内〜
- 日・月の23時45分〜：大学の窓 〜That's 放送大学〜

### ラジオ版
以下の4つの内容を週替わりで放送。
- 「知っ得!放送大学」：お知らせ
- 「学ぶ仲間」：各センターに所属する学生を取材する
- 「私の研究」：専任教員をゲストに、素顔にも迫る
- 「授業科目案内」：製作現場へも潜入する

## 主なOGアナウンサー
- 川口由貴絵（旧姓：船岡）
- 斎藤綾乃
- 児玉有希
- 佐治真規子
- 鷹觜亜希子
- 二宮朋子
- 宮田英里
- 横山美和

詳細は放送大学の人物一覧の項目を参照

## その他
学生からのお便りを募集しており、採用された場合は大学の窓特製の携帯ストラップなどオリジナルグッズが贈られる。